# راس الجرين (بعدان)

تعديل مصدري - تعديل

راس الجرين محلة تابعة لقرية الحمادي، التابعة لعزلة المنار بمديرية بعدان إحدى مديريات محافظة إب في الجمهورية اليمنية، بلغ تعداد سكانها 52 حسب تعداد اليمن لعام 2004.